# La ronde de nuit
La ronde de nuit è un film del 1978 diretto da Gabriel Axel e basato sulla vita del pittore olandese Rembrandt Harmenszoon Van Rijn.